# Námaskarð

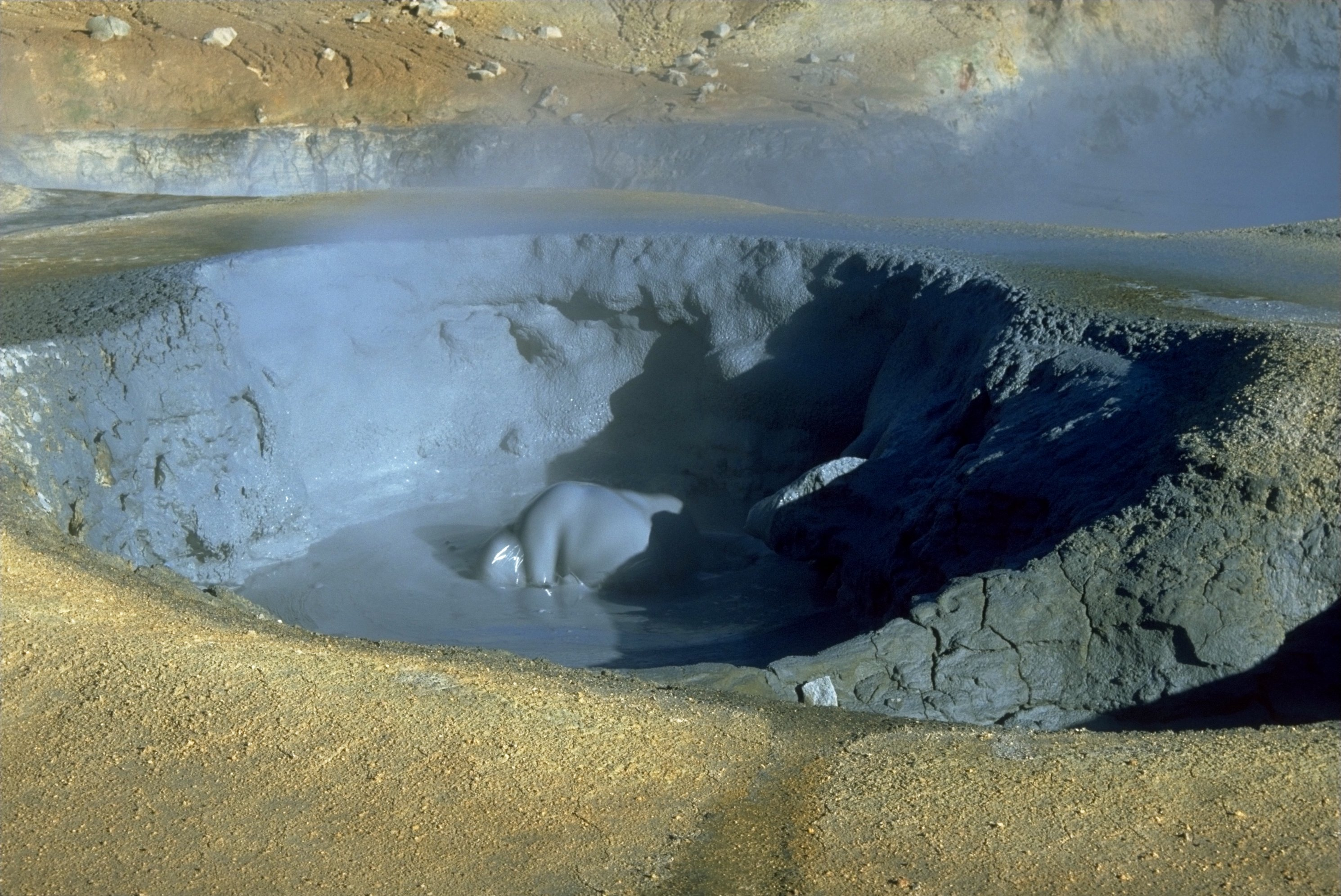
Gorące błota przełęczy Námaskarð

Námaskarð – przełęcz znajdująca się na północy Islandii niedaleko jeziora Mývatn.
Przełęcz przecina górę Námafjall na wysokości 410 m n.p.m. Przechodzi tamtędy droga nr 1 z Akureyri do Egilsstaðir. Około 5 km za miejscowością Reykjahlíð można  zobaczyć po wschodniej stronie przełęczy obszar zastygniętej lawy Búrfellshraun i dalej pustkowie Mývatnsöræfi. Po prawej, poniżej góry Námafjall, znajduje się aktywny obszar gorących źródeł zwany „Hverarönd” (albo „Hverir”), niekiedy od nazwy góry nazywany też Námaskarð. Obszar ten, jak i sama góra, jest częścią aktywnego systemu wulkanicznego Krafla. Obszar ten charakteryzuje się dużą ilością przeróżnych zjawisk geotermalnych, jak gorące źródła, fumarole i solfatary. Osiem kilometrów dalej na północ położony jest główny wulkan Krafla.